# Donusa clymenicola
Donusa clymenicola – gatunek widłonoga z rodziny Clausiidae; jedyny przedstawiciel rodzaju Donusa.
Gatunek ten opisał w 1864 roku fiński botanik i zoolog Alexander von Nordmann, tworząc dla niego nowy rodzaj Donusa. Okazy typowe pozyskano na zachodnim wybrzeżu Szwecji z wieloszczeta Nicomache lumbricalis (syn. Clymene lumbricalis), którego skorupiaki te są pasożytem.